# Szydłów (stacja kolejowa)
Szydłów – stacja kolejowa w Szydłowie, w województwie opolskim, w powiecie opolskim, w gminie Tułowice, w Polsce. Według klasyfikacji PKP ma kategorię dworca lokalnego.

## Ruch pasażerski
| Rok  | Wymiana pasażerska na dobę |
| ---- | -------------------------- |
| 2017 | 50-99                      |
| 2022 | 20-49                      |

## Historia
Stacja powstała w 1887 wraz z linią z Nysy do Opola. Był to punkt ładunkowy drewna wywożonego z okolicznych lasów głównie dla przemysłu na Górnym Śląsku. Obecnie posiada trzy tory główne, dwie nastawnie, ale urządzenia sterowania ruchem obsługiwane są zdalnie z Opola Zachodniego. Od stacji ku zachodowi odchodzi linia przez Niemodlin do Lipowej Śląskiej (dawniej), a obecnie do Graczy.

## Zabytki
Zespół budynków XIX-wiecznego osiedla pracowniczego oraz stacji kolejowej wraz z infrastrukturą techniczną, dworzec kolejowy, wiadukt ceglany w zespole stacji kolejowej, budynek nastawni wykonawczej i lokomotywowni wpisane są do rejestru zabytków.